# Фільїне-Вальдарно
Фільїне-Вальдарно (італ. Figline Valdarno) — колишній муніципалітет в Італії, у регіоні Тоскана,  метрополійне місто Флоренція. З 1 січня 2014 року Фільїне-Вальдарно є частиною новоствореного муніципалітету Фільїне-е-Інчиза-Вальдарно.
Фільїне-Вальдарно розташоване на відстані близько 210 км на північний захід від Рима, 26 км на південний схід від Флоренції.
Населення — 16 971 особа (2012).

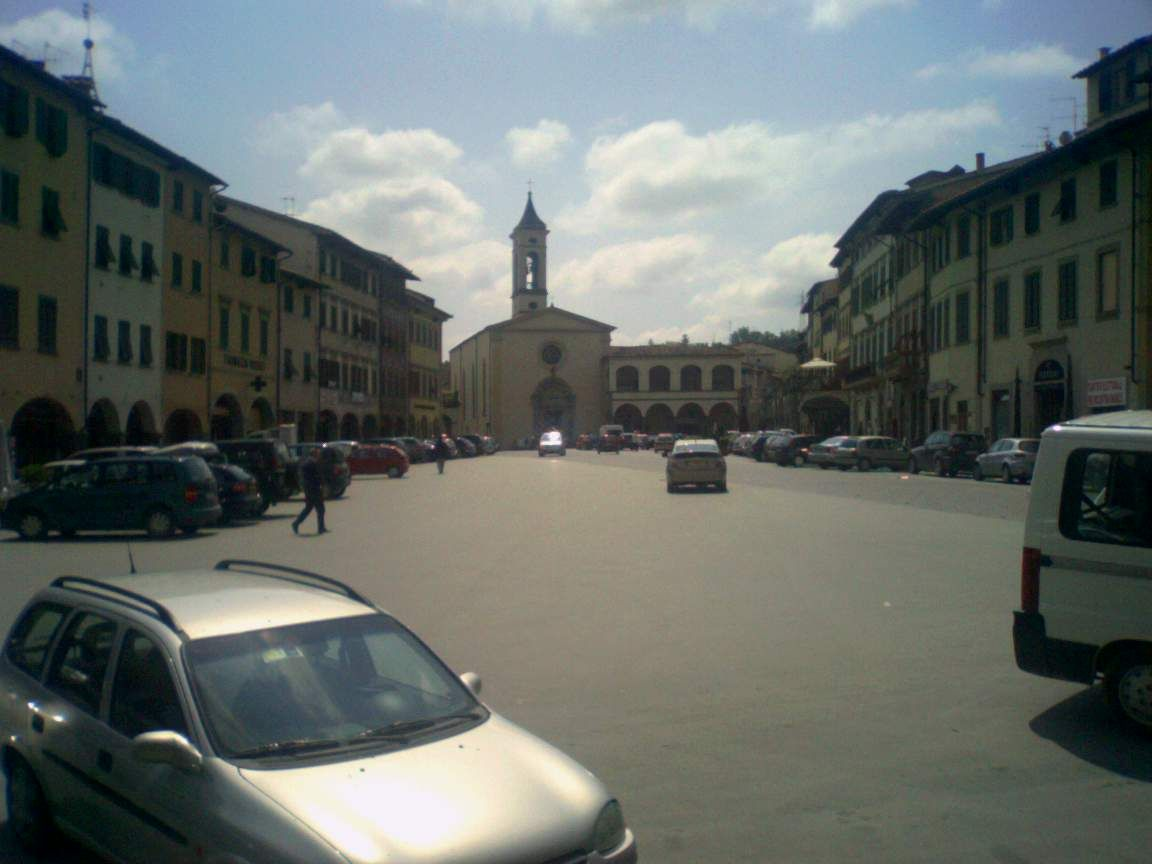

Щорічний фестиваль відбувається 7 квітня. Покровитель — San Romolo.

## Демографія
Населення за роками:

Станом на 31 грудня 2010 року в муніципалітеті офіційно проживав 1591 іноземець з 72 країн, серед них 420 громадян країн Євросоюзу та 40 громадян України.

## Сусідні муніципалітети
- Кастельфранко-П'яндіско
- Каврилья
- Греве-ін-К'янті
- Інчиза-ін-Валь-д'Арно
- Реджелло
- Сан-Джованні-Вальдарно